# NAeL Minas Gerais (A-11)
«Мінас-Жерайс» (порт. Navio-Aeródromo Ligeiro) Minas Gerais (A-11)) — колишній британський легкий авіаносець HMS Vengeance (R71) типу «Колоссус».

## Модернізація
14 грудня 1956 року авіаносець ВМС Великої Британії HMS Vengeance (R71) продали Бразилії за 9 млн доларів. Корабель назвали «Мінас-Жерайс» на честь однойменного штату Бразилії.
Одразу після придбання корабель пройшов генеральну реконструкцію в Роттердамі, в ході якої на ньому розмістили кутову польотну палубу, встановили парову катапульту BS-4, нові літакопідйомники, аерофінішери, оптичну систему посадки. Були замінені радари та зенітне озброєння: замість «пом-помів» встановили 10 зенітних автоматів «Бофорс».
Також була проведена реконструкція внутрішніх приміщень та острівної надбудови: на ній була встановлена решіткова щогла, похила димова труба та майданчики для «Бофорсів». Крім того, на кораблі було встановлене сучасне радіоелектронне обладнання.
Електрична система складалась з двох турбогенераторів потужністю 1000 кВт та дизель-генератора потужністю 600 кВт.
На ходових випробуваннях у 1960 році авіаносець розвинув потужність 42 000 к.с. та швидкість 25,3 вузла. Розрахункова дальність плавання становила 12 000 на швидкості 14 вузлів і 6200 миль на швидкості 23 вузли.
Після модернізації авіаносець міг нести до 35 літаків, серед них реактивні, але фактично він використовувався для протичовнової оборони; на ньому розміщувались лише літаки та вертольоти ПЧО.
Вартість модернізації становила 27 млн доларів — утричі більше, ніж вартість самого корабля.

## Історія служби
Після завершення модернізації у 1960 році авіаносець вирушив до Бразилії, куди прибув 13 січня 1961 року. Корабель використовувався як протичовновий авіаносець. На ньому базувались 8 протичовнових літаків Grumman S-2 Tracker, 4 протичовнових вертольоти Sikorsky H-34 та 4—5 багатоцільових вертольотів.
У 1976—1980 роках авіаносець пройшов ремонт і модернізацію. У 1987 році під час навчань «Dragon XXIII» на авіаносці вийшла з ладу парова катапульта, після чого до 1996 року він використовувався лише як вертольотоносець. Його авіагрупа складалася з вертольотів Eurocopter AS532 Cougar та Eurocopter AS350 Écureuil.
Протягом 1991—1993 років авіаносець пройшов модернізацію, під час якої на ньому встановили нові радари та систему посадки бразильського виробництва. У 1994 році замість «Бофорсів» були встановлені 2 пускові установки ЗКР «SADRAL» французького виробництва. У США придбали 9 вертольотів Sikorsky S-61 Sea King.
У 1996 році провели ремонт катапульти, проте літаки злітали з палуби авіаносця лише зрідка. Зокрема, у 1997 році під час спільних аргентинсько-бразильських навчань на авіаносці базувались аргентинські літаки Dassault-Breguet Super Étendard.
У 1997—1998 роках авіаносець пройшов модернізацію, після чого міг нести реактивні літаки Douglas A-4 Skyhawk. Перший політ реактивного літака відбувся у 2001 році.

### Завершення служби
Оскільки у 2000 році у Франції придбали авіаносець Foch (R99) (який у складі ВМС Бразилії отримав назву NAe São Paulo (A-12)), 16 вересня 2001 року «Мінас-Жерайс» виключили зі складу флоту.
У 2002 році корабель продали гонконзькій компанії «Jiexin Shipping», яка планувала зробити з корабля розважальний центр поблизу Шанхаю. Але ці плани не були реалізовані, і у 2004 році корабель продали компанії «Arusha shopping».
У Великій Британії була організована кампанія з метою викупу корабля і перетворення його в музей. Але ці плани не були реалізовані, і у 2004—2005 роках корабель розібрали на метал в індійському місті Аланг.